# 동아시아의 교통
대한민국에는 대한민국의 고속국도 제1호선인 경부고속도로를 비롯하여 4,000km에 달하는 31개의 고속도로 등의 도로가 있다. 도로에 관해서는 도로법에 규율한다. 대한민국에는 3,000km의 철도 및 광역전철, 지하철 등이 있다. 도로에 비해서는 인프라가 부족한 편이다. 서울특별시 등 수도권의 광역전철망이 가장 광대하며, 그 외에도 광역시에는 지하철이 설치, 운행되고 있다. 대한민국의 대표적인 항공사는 가장 큰 대한항공이다. 대한민국의 교통 행정은 국토해양부가 관장하고 있다.
조선민주주의인민공화국에서는 1961년부터의 7개년계획으로 철도노선의 신설, 광궤화(廣軌化), 전화(電化), 디젤화가 진행되었으나, 아직도 수송력 부족현상은 해소되지 않아 계속적으로 철도 노선 증강에 노력을 기울이고 있다.
중국에서는 1949년에 중화인민공화국이 성립되자 전쟁으로 파괴된 철도 노선의 복구작업과 새로운 철도노선 건설에 대한 계획이 정력적으로 추진되었다. 1957년 이후로는 중화인민공화국·소련 기술진의 협력에 의하여 소련·몽골·베트남·조선민주주의인민공화국 등과의 국제선 건설도 진행되었다. 러시아의 울란우데－울란바토르－알렌을 잇는 지닝(중국어: 集宁) 철도가 몽골과 러시아·중국을 연결해서 관통하고 있는 외에 처이발산 철도가 시베리아 철도와 접속되어 있다. 또한 쿤밍 ~ 하노이 사이 등 베트남에 이르는 노선은 베트남 전쟁 때 중요한 역할을 하였다. 중국·러시아 양국과의 국제선은 조중국경철도연합위원회(朝中國境鐵道聯合委員會)·조소국경철도협동위원회 관리하에 운영되고 있다. 근대적 육상 교통의 발달이 뒤진 아시아에서는 상대적으로 수상 교통이 하는 역할이 크다. 하천은 예로부터 가장 중요한 교통로로 이용되고 경제적 동맥이 되어 왔으며, 특히 장강(창강)은 중요한 역할을 해왔다. 예부터 중국에서 남선북마(南船北馬)라 일컬은 것은 창강 수계가 차지하는 경제적 의의를 설명하는 것이다. 수나라 때부터 화중의 농산물을 화북으로 운송할 목적으로 건설된 대운하는 현재는 국부적으로 이용될 뿐이고, 남북간의 물자 수송은 경한선·진포선 등의 철도로 하고 있다.
홍콩에서는 홍콩섬의 케이블카와 노면전차를 제외하면 주룽반도(九龍半島) 앞끝의 주룽에서 중국 국경의 뤄후(羅湖)를 거쳐 중국 영토로 들어가는 광저우(廣州) 주룽 철도(35 km)가 있을 뿐이다. 이 철도선에서는 1949년 이래 정지되어 있었던 국제열차의 운행이 1979년 4월에 재개됨으로써 국경에서 갈아타기의 불편이 없어졌다. 1979년 10월에는 최초로 지하철도가 개통되었다.
| 국명                   | 철도 연장(km) | 국토 면적(km2) | 철도 밀도(km/10,000km2) |
| ---------------------- | ------------- | -------------- | ----------------------- |
| 일본                   | 23,474        | 377,914        | 621                     |
| 조선민주주의인민공화국 | 5,235         | 122,762        | 426                     |
| 중화민국               | 1,496         | 35,980         | 415                     |
| 대한민국               | 3,101         | 100,140        | 309                     |
| 중화인민공화국         | 86,000        | 9,596,960      | 89.6                    |
| 몽골                   | 1,810         | 1,564,116      | 11.5                    |

## 각국별 교통

### 대한민국
대한민국에는 대한민국의 고속국도 제1호선인 경부고속도로를 비롯하여 4,000km에 달하는 31개의 고속도로 등의 도로가 있다. 도로에 관해서는 도로법에 규율한다. 3,000km의 철도 및 광역전철, 지하철 등도 있다. 도로에 비해서는 인프라가 부족한 편이다. 서울특별시 등 수도권의 광역전철망이 가장 광대하며, 그 외에도 광역시에는 지하철이 설치, 운행되고 있다. 또한 13개의 국내외 공항이 국내 및 국제 항공 교통을 담당하고 있다. 대한민국의 대표적인 항공사는 가장 큰 대한항공이다. 대한민국의 교통 행정은 국토교통부가 관장하고 있다.

### 몽골

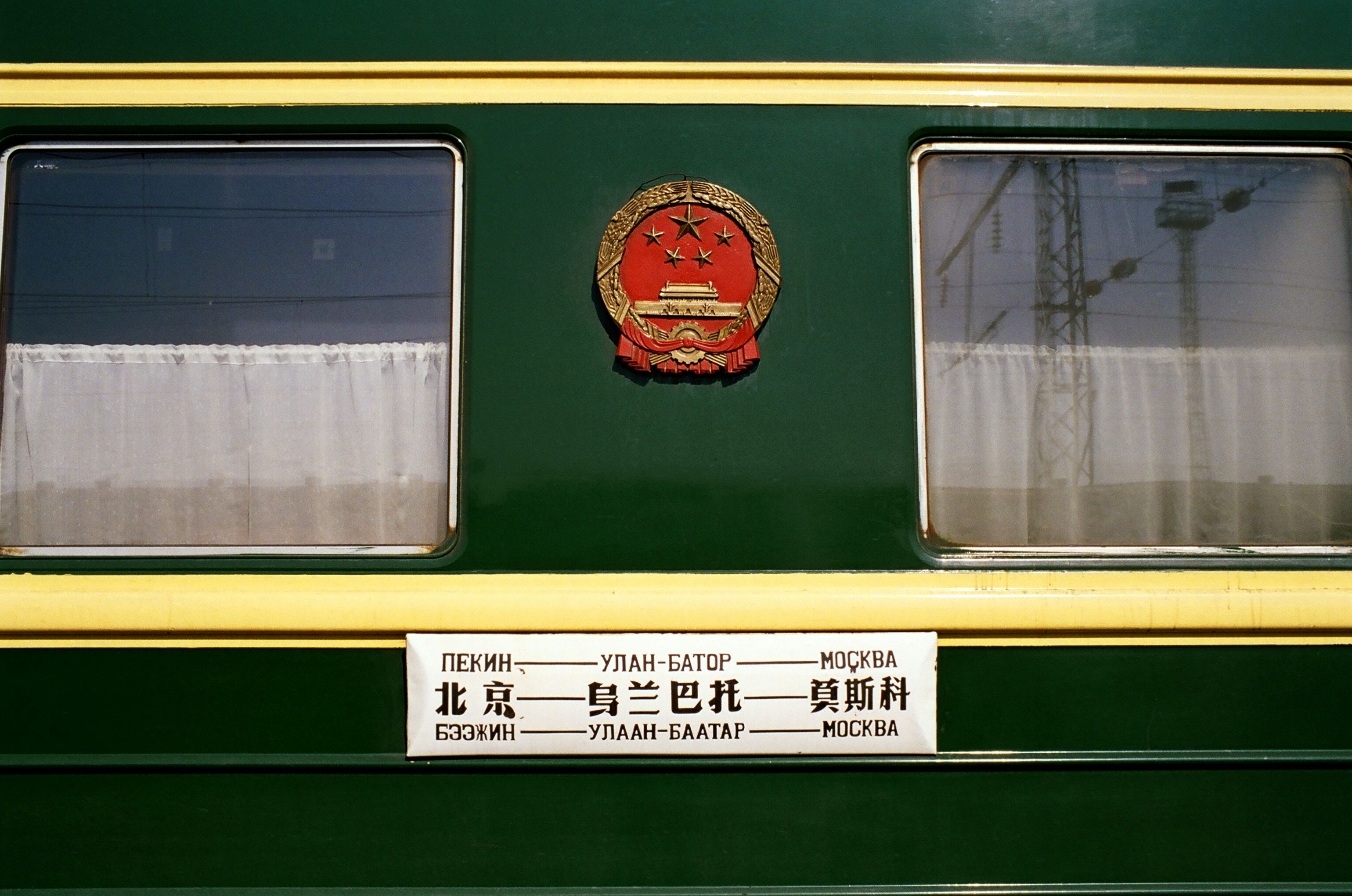
베이징-울란바토르-모스크바 간 기차

몽골 횡단 철도(The Trans-Mongolian Railway)가 시베리아의 울란우데(시베리아 횡단 철도와 연결)에서 울란바타르를 거쳐 중국의 얼롄하오터 시를 잇고 있다. 얼롄하오터에서는 선로가 바뀌며 베이징까지 잇는다. 이 철도의 몽골 내 노선은 1,110km이다. 그 지선 하나는 다르항에서 구리 광산이 있는 에르데네트까지 잇고, 또 다른 지선 하나는 울란바타르에서 구리 광산이 있는 바가누르(몽골어: Багануур)를 잇는다. 그 외에 처이발상 철도가 시베리아 횡단 철도와 접속되어 있다. 몽골 철도의 총 길이는 1,810km이고, 철도 밀도는 11.5km/10,000km2로, 이웃한 중국에 비하여 0.12배에 불과하다. 자동차도로는 잘 발달되어 국내항공로와 마찬가지로 각주에 통해 있다. 국내항공로는 중국 및 러시아와 트여 있다.

### 중화인민공화국
중화인민공화국의 교통은 1949년부터, 특히 1980년대 초반부터 크게 발전하였다. 공항, 도로, 철도 건설은 2010년대에 대규모 일자리를 창출할 것으로 기대된다. 운송 수단으로서 중요한 철도는 20세기 중반이래 2배의 길이로 늘어났고, 전국을 잇고 있다. 주요 대도시들은 전철 시스템을 운영 또는 건설중이거나 계획 단계에 있다. 고속도로와 도로 체계도 급속히 성장하였고 그 결과 중국 전역에서 자동차도 급속히 증가하였다. 중국의 교통 체계는 방대한 국토에 걸쳐 넓은 교통 교차점의 네트워크로 구성되어 있으나, 교차점들은 비교적 경제적으로 발달한 해안 지대와 주요 강을 따라 발달한 도시들에 집중되어 있다. 중국 교통 기반시설의 물적 상황과 그 이용 실태는 지리에 따라 매우 다양한 모습을 보여준다. 시골 지역에서는 아직도 비기계적인 운송 수단에 크게 의존하고 있는 반면, 상하이와 푸동 국제공항을 연결하는 자기부상열차도 건설되었다. 중국은 역사적으로, 각지의 도로, 수로를 정비하였을 뿐만 아니라, 진시황제의 고대 도로, 수나라의 대운하, 당나라의 실크로드, 명나라 정화에 의한 해로 원정 등, 세계 역사상 유명한 교통의 정비와 확보를 행해 왔다. 티베트의 말과 중국의 녹차를 주로 교환한 것에서 유래한 전통적인 차마고도 (윈난 성 ~ 티베트)도 지금은 국도와 고속도로, 티베트 철도로 대체되어, 이제는 관광객들이 일부 이용할 뿐이다. 현재 중국의 교통 체계의 상당수는 1949년 중화인민공화국 성립 이후에 만들어진 것이다.
철도는 동북지구와 북부에 편재해 있다. 철도는 중국에 있어서 현대 운수의 근간을 이룬다. 중국 철도의 총 길이는 2009년에 86,000km로 연장되었다. 철도 밀도는 89.6km/10,000km2이다. 여객 수송은 연간 215억명/km, 철도선은 60여개를 헤아리고, 수송량은 전수송량의 85%에 이르고 있다. 새로운 도로의 적극적인 건설로 1978년에는 자동차의 통행이 가능한 도로의 총연장이 89만km에 이르렀다. 항공 교통이 1990년대 말부터 비약적으로 발전하기 시작했지만, 철도 교통은 여전히 가장 이용객이 많은 교통 수단이다. 1990년부터 시작된 정부의 노력으로 중국의 고속도로는 2009년 현재 65,000km를 넘는다. 이것은 길이 기준으로, 미국에 이어 세계 2위를 자랑하는 수치이다.
1,200여 개의 하천은 예로부터 가장 중요한 교통로로 이용되고 경제적 동맥이 되어 왔으며, 특히 장강은 중요한 역할을 해왔다. 예부터 중국에서 남선북마(南船北馬)라 일컬은 것은 장강 수계가 차지하는 경제적 의의를 설명하는 것이다. 수나라 때부터 화중의 농산물을 화북으로 운송할 목적으로 건설된 대운하는 현재는 국부적으로 이용될 뿐이고, 남북간의 물자 수송은 경한선·진포선 등의 철도로 하고 있다. 주강, 쑹화강도 주요한 하천이다. 1956년 중국의 민간항공로의 총 연장은 1만7,194km였다. 베이징을 중심으로 모스크바, 평양, 하노이, 양곤, 울란바토르 등지에 정기항로가 개설되어 있고 국내 주요도시를 연결하는 항공망도 정비되어 있다. 영토가 광대한 중화인민공화국에서는 항공 발전은 큰 의미를 가진다. 예컨대 철도편으로 10~15일이 소요되는 베이징 우루무치간의 거리는 항공로로 8~10시간이면 갈 수 있다. 중국과 대한민국 사이에는 대한항공이 중국 내 20개 도시에서 26개 노선을, 아시아나 항공은 22개 도시 30개 노선을 각각 운항 중이다. 2010년 8월, 대한항공은 83%, 아시아나 항공은 83.6%의 탑승율을 기록했다. 8월 한 달 동안, 각각 35만 2천 명과 29만4천명의 탑승객을 운송하였다.

### 대만

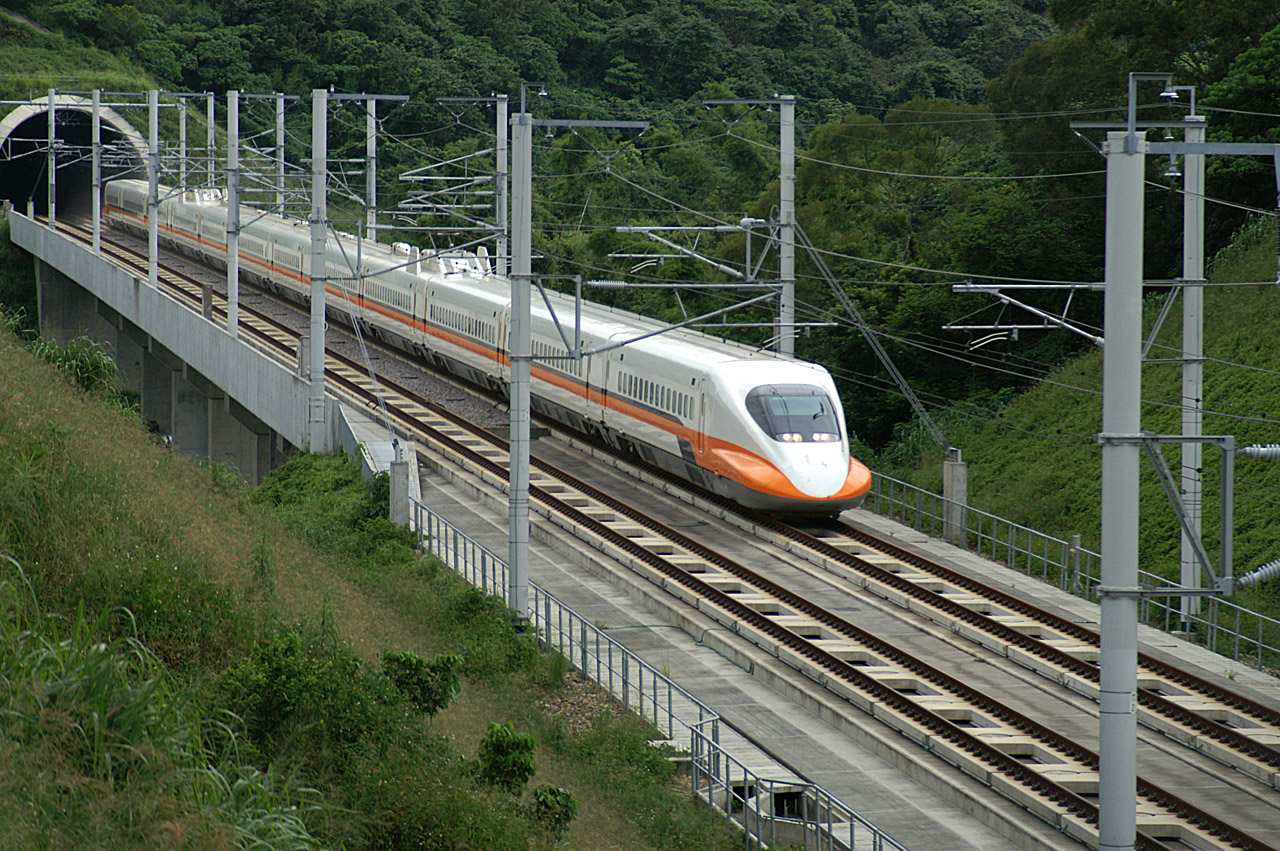
대만 고속철도(2006년 6월 24일 찍음)

대만의 교통 행정은 중화민국 교통부가 담당하고 있다. 타이완은 동서는 중앙산맥으로, 남북은 하천에 의하여 교통이 방해받고 있다. 육상 운송 수단으로는 도로망이 특히 발달하였다. 동해안의 쑤화공로(蘇花公路), 서해안의 중산고속공로(中山高速公路), 섬을 횡단하는 동서횡관공로(東西橫貫公路)나 남부횡관공로(南部橫貫公路) 등 간선도로가 잘 정비되어, 총연장 거리(距離)는 38,197km (2005년)에 이른다. 그 중 국립 고속도로가 901km, 지방 고속도로가 4,680km이다. 고속도로는 20,947 km (프리웨이 872km 포함)이며, 도심 도로는 16,395 km이다. 철도로는 지룽시를 기점으로 하는 동부간선(東部幹線)이나 타이베이를 기점으로 하는 서부간선(西部幹線) 등이 타이완 섬의 해안선을 일주한다. 주로 물자 수송에 이용되고 있다. 2007년 대만 고속철도가 개통되어 또 다른 변화가 기대되고 있기도 하다. 버스 노선 또한 발달하였다.철도의 총 길이는 1,496km (2003년) 이고 철도 밀도는 415km/10,000km2로서, 이웃한 대한민국보다 1.34배 높다. 자동차 보유율도 높아 평균 30명당 1대 정도이다. 잘 정비된 버스운행체계를 가지고 있다.
주요 항구는 지룽시(基隆市), 화롄시, 가오슝시, 타이중시 등이 있으며, 특히 가오슝은 국제 무역항으로서 타이완 지구 최대 규모의 항구인 동시에 동부 아시아에서 가장 분주한 항구 중 하나이다. 국제 공항은 타이베이시 근교의 타이완 타오위안 국제공항과 가오슝시의 가오슝 국제공항이 있다. 주요 항공사로는 중화항공과 에바 항공이 있다.

### 일본

하네다 국제공항

일본의 교통은 현대적인 교통 수단을 갖추고 있으며, 인프라 유지를 위한 예산은 증가하고 있다. 일본 교통의 특색은 육상·해상·항공을 막론하고 도쿄와 오사카를 중심으로 한 여객 및 화물의 수송이 특히 활발하며, 이어 세토 내해·북규슈 지방에서 발달하고 있으나, 동해 쪽이라든가 홋카이도·도호쿠의 두 지방, 시코쿠와 규슈 남부의 교통은 아직 충분하다고 할 수 없다. 또한 하천 교통이 거의 없는 것이 결점이며, 태풍이나 대설 혹은 지진에 의한 교통 장애도 적지 않으나 전체적인 교통망의 밀도는 매우 높은 편이다.  증기기관과 내연기관이 도입되기 전에, 일본의 지배층은 교통을 활발히 하는 것에 대하여 그다지 호의적이지 않았다. 여객 수송 수단으로 수송량이 가장 많은 것은 자동차이며, 그 다음이 철도이다.:147 1970년대에는 철도 수송이 가장 많은 비율을 차지하고 있었지만 1990년대 이후 버스를 포함한 자동차 수송이 전체 국내 수송의 50% 이상을 차지하고 있다.:147 화물 수송량에서도 트럭을 포함한 자동차가 가장 많은 비율을 차지하고 있으며 선박과, 항공기가 그 뒤를 이었으며 철도는 화물 수송에서 가장 적은 비율을 차지하고 있다.:147 국제적인 수송을 놓고 볼 때, 여객에서는 항공기가, 화물에서는 선박이 가장 높은 비율을 보이고 있다.:148~149 항공기와 선박이 국내 수송을 차지하는 비율은 적다.
일본에서는 도로에 쓰이는 지출이 증가되어 왔다. 120만km의 포장 도로가 주요한 교통 수단이다. 일본에서는 좌측 통행을 한다. 속도가 빠르고, 통행로가 분리되어 있으며, 접근이 제한되어 있는 유료도로의 독점적인 네트워크가 주요 도시들을 연결하고 있으며 요금 징수 회사에 의하여 운영되고 있다. 일본에서, 철도는 승객 운송의 주요 수단인데 특히 광역 도시권에서 대도시와 원격지 간의 출퇴근자들이 빠르게 이동할 수 있는 대중 교통 수단으로 각광을 받고 있다. 7개의 JR 회사들, 긴키 닛폰 철도, 세이부 철도, 게이오 전철 등 수십개의 일본 철도 회사들이 지역과 지방 여객 운송 시장에서 경쟁하고 있다. 이들 회사들의 전략은, 많은 경우, 부동산과 역 주변의 백화점까지 포함한다. 일부 250km/h 이상의 고속 철도(신칸센)이 주요 도시를 연결한다. 일본의 기차는 출도착이 정확하기로 유명하다. 일본에 공항은 173개가 있다. 가장 큰 국내 공항은 도쿄 국제공항이며 이용객 기준으로 아시아에서 가장 번잡하다. 가장 규모가 큰 국제 관문으로는 나리타 국제공항(도쿄 지역), 간사이 국제공항(오사카, 고베, 교토 지역), 주부 국제공항(나고야 지역)이 있다.